# Oligodon praefrontalis
Oligodon praefrontalis är en ormart som beskrevs av Werner 1913. Oligodon praefrontalis ingår i släktet Oligodon och familjen snokar. Inga underarter finns listade i Catalogue of Life.
Denna orm förekommer endemisk på ön Pulau Weh norr om Sumatra. Det är inget känt angående artens habitat och levnadssätt. Nya fynd behövs som bekräftar att Oligodon praefrontalis finns kvar. IUCN kategoriserar arten globalt som otillräckligt studerad.